# Sinagoga de Gotebörg
La Sinagoga de Göteborg (en suec: Göteborgs synagoga) és un edifici religiós de la comunitat jueva sueca que es troba en el comtat de Västra Götaland, en la ciutat de Göteborg, a Suècia. La sinagoga va ser inaugurada el 12 d'octubre de 1855, i fou construïda segons els plànols de l'arquitecte alemany August Krüger.
La sinagoga té capacitat per a 300 persones. A finals de l'any 1700, una casa de fusta servia com a lloc de reunió jueu en un altre sector, però es va cremar en 1802. Una altra estructura que fou establerta en 1808, va ser enderrocada a mitjans del segle xix. El 26 de setembre de 2005, membres de la família real van assistir a la commemoració dels 150 anys de la sinagoga.